# Lepthyphantes cultellifer
Lepthyphantes cultellifer là một loài nhện trong họ Linyphiidae.
Loài này thuộc chi Lepthyphantes. Lepthyphantes cultellifer được Ehrenfried Schenkel-Haas miêu tả năm 1936.